# Soometsa
Soometsa – wieś w Estonii, w prowincji Parnawa, w gminie Häädemeeste.